# Roger-Jean Le Nizerhy
Roger-Jean Le Nizerhy (Paris, 3 de dezembro de 1916 - Créteil, 28 de janeiro de 1999) foi um ciclista francês que competia em provas tanto de pista, quanto de estrada. Representou França nos Jogos Olímpicos de Verão de 1936, conquistando a medalha de ouro na prova de perseguição por equipes de 4 km, formando equipe com Robert Charpentier, Jean Goujon e Guy Lapébie. Em 1939, Roger-Jean tornou-se profissional e competiu no Tour de France 1949. Desligou-se do ciclismo em 1952.